# Болгария на летних Олимпийских играх 1928
Болгария принимала участие в Летних Олимпийских играх 1928 года в Амстердаме (Северная Голландия, Нидерланды) в третий раз за свою историю, но не завоевала ни одной медали.
Пять спортсменов (все мужчины) соревновались в двух видах спорта:
- конный спорт: Владимир Стойчев, Тодор Семов, Крум Лекарски (индивидуальный и командный зачёт). Владимир Стойчев занял 18 место по выездке.
- фехтование: Димитар Василев, Асен Лекарски.

Самым старшим участником болгарской сборной был 36-летний Владимир Стойчев, самым молодым — 24-летний Димитар Василев.